# Adams Park
Adams Park es un estadio de fútbol situado en High Wycombe, Inglaterra. Inaugurado en 1990, es la sede del Wycombe Wanderers Football Club. Cuenta con un aforo de 9448 espectadores.